# Mont Kumami
Le mont Kumami (熊見山, Kumami-yama) est une montagne culminant à 1 175 m d'altitude dans les monts Hidaka en Hokkaidō au Japon.